# Línguas mataguaianas
As línguas mataguaianas (mataguayo) ou línguas matacoanas (mataco)  formam uma família de línguas ameríndias da América do Sul.

## Classificação
- Subgrupo Wichí-Chorote
  - Wichí
  - Chorote
- Subgrupo Nivaclé-Maká
  - Nivaclé
  - Maká

## Reconstrução
Algumas reconstruções do proto-mataguayo, de nomes de plantas e animais (Viegas Barros 2002):
| Número | Português         | Espanhol                   | Proto-Mataguayo    |
| ------ | ----------------- | -------------------------- | ------------------ |
| 10     | gato              | gato montés                | *slAqaj            |
| 11     | mosca             | mosca                      | *k’ataq            |
| 12     | abelha            | abeja                      | *hnakotaq          |
| 13     | centopéia         | ciempiés                   | *hwatsuq ~ *patsuq |
| 17     | quati             | coatí                      | *him [*him]        |
| 21     | morcego           | murciélago                 | *(V)xejʌʔ          |
| 28     | tusca             | tusca                      | *xunxetek          |
| 29     | garça             | garza                      | *axaʔ              |
| 32     | cegonha           | cigüeña                    | *pʌjtsax           |
| 50     | quati             | coatí                      | *χim               |
| 54     | tachã             | chajá                      | *tsʌχʌq            |
| 55     | curimbatá         | pescado (genérico); sábalo | *saχets            |
| 56     | lontra            | nutria                     | *wiχelʌ            |
| 59     | garça-roxa        | garza rosada               | *kinełitsaχ        |
| 60     | tamanduá-bandeira | oso hormiguero             | *seulaχ            |
| 61     | sapo              | sapo                       | *tʌtsinaχ          |
| 64     | vaga-lume         | luciérnaga                 | *xʷetenaχ          |
| 65     | tatu              | mulita                     | *xʷoqotsaχ         |
| 67     | ema               | ñandú                      | *wam(xa)łʌχ        |